# Coalanda
Coalanda är en ort i Mexiko.   Den ligger i kommunen Valle de Santiago och delstaten Guanajuato, i den centrala delen av landet, 250 km väster om huvudstaden Mexico City. Coalanda ligger 1 743 meter över havet och antalet invånare är 469.
Terrängen runt Coalanda är platt åt nordväst, men åt sydost är den kuperad. Runt Coalanda är det ganska tätbefolkat, med 108 invånare per kvadratkilometer. Närmaste större samhälle är Valle de Santiago, 14,3 km öster om Coalanda. I omgivningarna runt Coalanda växer huvudsakligen savannskog.